# Vladimir Orlov
Pour les articles homonymes, voir Orlov.
Vladimir Aleksandrovitch Orlov (en russe Владимир Александрович Орлов) est un patineur de vitesse soviétique né le 2 décembre 1938 à Moscou.

## Biographie
Lors de sa seule compétition internationale, les Jeux olympiques d'hiver de 1964 à Innsbruck (Autriche), Vladimir Orlov remporte la médaille d'argent du 500 mètres à égalité avec deux autres athlètes.

## Records personnels
| Distance      | Temps       | Année |
| ------------- | ----------- | ----- |
| 500 mètres    | 39 s 9      | 1964  |
| 1 500 mètres  | 2 min 8 s 7 | 1964  |
| 5 000 mètres  | 8 min 6 s   | 1963  |
| 10 000 mètres | 17 min 5 s  | 1966  |